# Ronie Berggren
Ronie Suraj Berggren, född 15 maj 1979 i Indien, är en svensk konservativ debattör och författare,. Han är grundare av och redaktör för bloggen och podcasten Amerikanska nyhetsanalyser.

## Biografi
Berggren föddes 1979 i Indien. Han är adopterad och uppvuxen i Örnsköldsvik. Efter gymnasiet studerade han religionsvetenskap i Umeå.
Inför presidentvalet i USA 2004 engagerade han sig för George Bush och reste till USA där han deltog som volontär i George Bushs kampanjarbete. Han startade bloggen Amerikanska nyhetsanalyser 2008, med syfte att förklara republikanernas politik för en svensk publik. År 2012 startade han Amerikanska nyhetsanalysers podcast, och 2018 startades bloggen ronie.se för analys av fler ämnen än amerikansk politik. Han har tydligt tagit ställning för Republikanerna och senare Donald Trump.
Han var 2015 gästkrönikör på Det Goda Samhället, frilanskrönikor för den kristna tidningen Världen Idag, och blev 2019 krönikör på nättidningen Nyheter Idag. År 2021 blev han ledarskribent på den liberalkonservativa nyhetstidningen Bulletin.